# 父母
父母（英語：parent）通常指孩童的親生父母，在人類社會中，也可以指照顧者或法定監護人。母親的卵子與父親的精子接觸完成受精，形成受精卵，再經過懷孕期誕下子代。父母是一等親屬，具有50%的遺傳基因。女性也可以透過代孕成為父母。有些父母可能是領養父母，他們養育並撫養後代，但與孩子沒有血緣關係。未被領養的孤兒可以由祖父母或其他家庭成員撫養。
語出《禮記·曲禮下》：「生曰父，曰母，曰妻；死曰考，曰妣，曰嬪。」。「考」字的名詞義原指父親，不論是健在的已故的，當形容詞，指「高壽、長壽」。「妣」字原指母親，不論是健在的已故的。

## 母親
母親指的可以是生物上生育或社會角色上養育孩子的女性，相對於母親一詞便是父親。母性則指的是一個母親對他的或別人小孩的感覺，或稱母愛。
諸如人類的哺乳類，母親扮演懷胎的角色，胎兒在子宮中成長直到出生。小孩一出生，母親就會製造乳汁孕育小孩。

## 父親
父親在傳統角色上是孩子的男性雙親。就如同母親，父親與孩子也可被歸類為生物上、社會角色上或是法律上的人際關係。傳統上，生物關係上的父權就已被歸類在父親。然而，法律上的父權實質上問題和社會角色上時常把母親的丈夫視為孩子的父親。

## 子女
子女依据血亲关系，可分为亲生子女，非亲生子女（养子女、继子女）。亲生子女中，依父母婚姻状态，又可分为婚生子女，非婚生子女（即私生子）。